# Croix de Victoria pour l'Australie
Pour les articles homonymes, voir Croix de Victoria (homonymie).
La croix de Victoria pour l'Australie (Victoria Cross for Australia) est la plus haute décoration des distinctions militaires australiennes, et remplace la traditionnelle croix de Victoria britannique qui était jadis décernée aux australiens. Cette distinction a été créée par lettre patente signée de la reine Élisabeth II, reine d'Australie le 15 janvier 1991. Elle a été décernée pour la première fois le 16 janvier 2009 au soldat Mark Donaldson, pour son action dans une opération de sauvetage d'un interprète des forces de la coalition dans la province d'Oruzgan en Afghanistan. Cette décoration succède de quarante années la précédente attribution de la croix de Victoria classique, décernée le 24 mai 1969 à l'adjudant Keith Payne durant la guerre du Viêt Nam.
La croix de Victoria australienne est la « décoration accordée en signe de reconnaissance à des personnes qui, en présence de l'ennemi, ont fait acte d'une bravoure remarquable, d'une audace ou d'un courage éminent ou d'abnégation ou d'un dévouement ultime dans leur devoir ». Plus haute distinction australienne, elle figure en premier dans l'ordre de préséance des décorations australiennes. La décoration peut être accordée à des membres des forces armées australiennes et à d'autres personnes nommées par le ministre australien de la Défense. Une personne qui a reçu la croix de Victoria australienne a le droit de faire suivre son nom des lettres VC. 
La remise de la médaille est effectuée lors d'une cérémonie présidée par le gouverneur général d'Australie au nom de la reine d'Australie. Comme les récipiendiaires de la croix de Victoria originelle, les bénéficiaires ont droit à une pension du gouvernement. La rareté et la signification fondamentale de la médaille d'origine explique que la médaille soit très prisée, tant comme récompense que comme objet de collection.

## Historique

### Origine
En 1854, après quarante ans de paix, la Grande-Bretagne fut entraînée dans une grande guerre contre la Russie. La guerre de Crimée fut l'une des premières guerres avec des rapports modernes, et les dépêches de William Howard Russell décrivaient de nombreux actes de bravoure qui ne furent pas récompensés.
Avant la guerre de Crimée, il n'y avait pas de système officiel et standardisé pour la reconnaissance et la récompense des actes de bravoure au sein de l'armée britannique. Les officiers étaient susceptibles d'être récompensées par un bas grade dans l'Ordre du bain et par une promotion par brevet tandis qu'une citation militaire (« Mention in Despatches ») pouvait être attribuée pour des actes moins remarquables. Cette structure était très limitée ; en pratique, les récompenses de l'Ordre du bain étaient réservées aux officiers dits « field officers » (équivalents des officiers supérieurs de l'armée française), et les citations militaires se limitaient globalement à ceux qui étaient subordonnés immédiats des commandants du champ de bataille, généralement des membres de l'équipe du commandant.
D'autres pays européens disposaient de récompenses qui ne discriminaient pas selon la classe ou le rang : la France décernait la Légion d'honneur et les Pays-Bas l'Ordre militaire de Guillaume. Le besoin d'une nouvelle décoration pour reconnaître le courage d'un homme indépendamment de la longueur ou du mérite de son service se faisait sentir parmi le public et à la Cour royale. La reine Victoria émit donc un mandat signé de sa main le 29 janvier 1856, (publié le 5 février de la même année dans la London Gazette) qui créa officiellement la croix de Victoria. Le document était antidaté de 1854 afin de pouvoir récompenser des actes de bravoure effectués pendant la guerre de Crimée.
La reine avait demandé au ministère de la guerre de concevoir une nouvelle médaille qui ne reconnaîtrait pas la naissance ou la classe sociale. Elle devait être une décoration simple qui serait très prisée et recherchée dans les services militaires. Pour maintenir cette simplicité, la reine Victoria refusa que le prix soit nommé « L'Ordre militaire de Victoria » (« The Military Order of Victoria »), préférant l'appellation « croix de Victoria » (« Victoria Cross »). Le mandat original signalait que la croix ne devait être décernée qu'aux soldats qui avaient servi en présence de l'ennemi et qui avaient fait preuve de courage ou de dévouement. La première cérémonie eut lieu le 26 juin 1857 : la reine investit 62 des 111 récipiendaires (soldats de la guerre de Crimée) à Hyde Park. Charles Davis Lucas fut le premier récipiendaire.
Au départ, il était prévu que les croix de Victoria soit fabriquée à partir du bronze extrait des tubes (cascabels) de deux canons pris aux Russes lors du siège de Sébastopol,,. L'historien John Glanfield a prouvé depuis, grâce à l'utilisation de rayons X sur des anciennes croix, que le métal de celles-ci provenait en réalité de pistolets chinois, et n'avait donc pas d'origines russes,,.Une autre théorie affirme que les pistolets étaient à l'origine des armes chinoises, mais que les Russes les auraient capturées et réutilisées à Sébastopol. On pensait aussi que certaines médailles fabriquées pendant la Première Guerre mondiale étaient composées de métal extrait de différentes armes chinoises pendant la révolte des Boxers (postérieure à la guerre de Crimée), bien que l'on ait recommencé à utiliser le métal originel après la guerre. D'autres sources de métal ont aussi été probablement utilisées entre 1942 et 1945 pour fabriquer cinq croix de Victoria pendant la Seconde guerre mondiale, car le métal de Sébastopol venait à manquer.
Les canons en question sont exposés au Musée royal d'artillerie, situé à Woolwich. La portion restante du seul tube qui nous soit parvenu, pesant 358 oz (10 kg), est stocké dans une cave gardée par le régiment 15 du Royal Logistic Corps à Donnington. Il ne peut être retiré qu'en présence de gardes armés. On a estimé à 80-85 le nombre de croix de Victoria fabriquables à partir de cette source. Une seule entreprise d'orfèvres, Hancocks à Londres, est responsable de la production de chaque croix décernée depuis sa création. Les Croix de Victoria de l'Australie et de la Nouvelle-Zélande sont fabriquées à partir du même bronze que les britanniques.  
La médaille a été décernée à 96 Australiens, 90 l'ont reçu en servant dans des unités australiennes, six en servant dans des unités étrangères. Soixante-quatre ont été remises pendant la Première Guerre mondiale, dont neuf au cours de la campagne de Gallipoli. Vingt médailles ont été décernées pendant la Seconde Guerre mondiale, les autres l'ont été pour des actions pendant la seconde guerre des Boers, la guerre civile russe et la guerre du Viêt Nam. Le dernier récipiendaire a été l'adjudant Keith Payne, pour acte de bravoure, le 24 mai 1969, au cours de la guerre du Viêt Nam. Payne a reçu la médaille pour avoir organisé une opération de sauvetage de plus de 40 hommes.

### Décorations propres aux différents états membres du Commonwealth
Au cours des soixante-dix dernières années, plusieurs pays du Commonwealth ont mis en place leur propre système de distinctions honorifiques, complètement séparé du système britannique. L'Australie, le Canada et la Nouvelle-Zélande ont créé leurs propres décorations pour bravoure et courage, en remplacement des décorations britanniques telles que la croix militaire chaque pays ayant ses propres critères d'attribution. La plupart des royaumes du Commonwealth reconnaissent encore la Croix de Victoria comme leur plus haute décoration pour bravoure.
Avec la délivrance de lettres patentes de la reine d'Australie le 15 janvier 1991, l'Australie est devenue le premier royaume du Commonwealth à instituer une Croix de Victoria dans son système de distinctions propres. Bien qu'elle soit une attribution distincte, la Croix de Victoria australienne est identique à son homologue britannique. Le Canada a emboîté le pas lorsque, en 1993, la reine Élisabeth II, Reine du Canada a signé des lettres patentes créant la Croix de Victoria canadienne. La version canadienne a une inscription différente, et est fabriquée à partir d'un métal différent d'origine indéterminée. La légende FOR VALOUR a été remplacée par l'expression latine PRO VALORE. Bien qu'une croix de Victoria canadienne ait été frappée, elle n'a jamais été attribuée. En 1999, la Nouvelle-Zélande a créé la Croix de Victoria pour la Nouvelle-Zélande, identique à la Croix de Victoria australienne et britannique et elle a été décernée, le 2 juillet 2007 au caporal Willie Apiata.